# Jasmin Akter
Jasmin Akter (Kutupalong, 2001) és una jugadora de cricket Rohingya, descrit per l'ONU com una de les minories més perseguides al món.

## Trajectòria
Va néixer en un camp de refugiats (campament de Nyapara) a Bangladesh, poc després de la mort del seu pare. Hi va viure durant una dècada, fins que la família es va poder desplaçar al Regne Unit amb el programa Gateway Resettlement impulsat per l'ONU.
El 2014 la seva vida va fer un tomb. Va patir un greu accident de trànsit mentre visitava Bangladesh amb el seu germà i la seva mare. La mare de Jasmin va quedar greument afectada per l'accident i va haver d'estar ingressada tres mesos a l'hospital de Bangladesh abans de traslladar-se a un hospital del Regne Unit, on va passar dos anys més.
L'accident de la seva mare va trasbalsar la família i Jasmin, que tenia 13 anys, va deixar els estudis per tirar endavant la família i cuidar a la seva mare amb el suport dels seus germans i germanes. Va començar a fer esport després de l'accident de la seva mare, el 2014 va començar a jugar a cricket en un club escolar per sortir de la depressió. Per cuidar la seva mare també va rebutjar una beca completa a Amèrica per seguir al Bradford City Football Club.
Després que es notés el seu potencial mentre entrenava al Karmand Center (el seu centre comunitari local), Jasmin va ser seleccionada per representar a la selecció anglesa a la primera Copa del Món de Street Child Cricket celebrada per Street Child United. Jasmin descriu Street Child United com la seva "llum al final del túnel", després de parlar a les Corts del Parlament i de capitanejar l'equip anglès a la final de la Copa del Món de Street Cricket, l'organització ha ajudat a restaurar la confiança i l'esperança de Jasmin. Des que va arribar al Regne Unit com a refugiada, ha excel·lit en el cricket i, juntament amb els seus amics, va crear un equip de cricket femení asiàtic a Bradford. Aquest any va ser seleccionada per representar Anglaterra a la primera Copa del Món de Street Cricket amb finalitats benèfiques.
Actualment, Jasmin estudia un BTEC de nivell 3 en negocis amb l'esperança de convertir-se algun dia en gerent de negocis.

## Reconeixements
Va ser nomenada per la British Broadcasting Corporation (BBC) com una de les 100 Dones de l'any, una llista de 100 dones inspiradores i influents de tot el món, de l'any 2019